# Turia Pitt
Pour les articles homonymes, voir Pitt.
Turia Pitt est une ingénieure des mines, athlète, conférencière motivatrice et autrice australienne, née le 24 juillet 1987 à Tahiti.
Elle est connue pour avoir survécu à d'importantes brûlures après avoir été piégée dans un incendie lors de sa participation à un ultra-marathon.
Elle est la fille de l'écrivaine polynésienne Célestine Hitiura Vaite.

## Biographie
Turia Pitt travaille comme ingénieure des mines à Kununurra. Par ailleurs, elle est mannequin et sportive de haut niveau.
En septembre 2011, alors qu'elle participe à un ultra-marathon de 100 km en Australie, dans le Kimberley, plusieurs coureurs se retrouvent piégés par des feux de brousse. Avec Kate Sanderson, Turia Pitt est l'une des concurrentes les plus sévèrement blessées : son corps est brûlé à 64 %. Elle passe plusieurs semaines à l'hôpital et les médecins estiment initialement qu'elle ne survivra pas à ses blessures. Son visage est défiguré et elle est amputée de sept doigts dont tous ceux de sa main droite. Elle subit ensuite de nombreuses chirurgies réparatrices, qui lui coûtent 3 millions de dollars australiens. Elle porte un masque pendant deux ans avant de parvenir à assumer son visage et à le montrer en société.
En 2013, elle attaque les organisateurs de la course devant la Haute Cour d'Australie. En 2014, un accord lui permet d'obtenir des dédommagements, dont le montant, non révélé publiquement, est estimé à 10 millions de dollars australiens.
Se remettant au sport, elle participe à un triathlon Ironman en 2016.

## Vie personnelle
Avant son accident, Turia Pitt est en couple avec Michael Hoskin, un policier, qui la soutient et reste avec elle après son accident, déclarant notamment : « Aimer quelqu’un, c’est l’aimer dans son intégralité. Pas que pour les bonnes choses mais aussi au cours des difficultés qu’elle et vous seront amenés à rencontrer ». Hoskin change par ailleurs de carrière en travaillant pour des associations caritatives.
Le couple se marie en 2015. Turia Pitt et son mari ont ensuite deux fils : Hakavai né en 2017 puis Rahiti en 2020.